# Mastok (rejon mohylewski)
Mastok (biał. Масток; ros. Мосток) – agromiasteczko na Białorusi, w obwodzie mohylewskim, w rejonie mohylewskim, w sielsowiecie Mastok.
Mastok położony jest wzdłuż drogi magistralnej M8 i przy jej węźle z drogą republikańską R123.